# Lista przewodniczących parlamentu Niemieckiej Republiki Demokratycznej

## Chronologiczna lista przewodniczących
- tymczasowo

| #                           | Imię i Nazwisko                 | Portret | Kadencja             | Kadencja             | Partia polityczna | Partia polityczna |
| #                           | Imię i Nazwisko                 | Portret | Od                   | Do                   | Partia polityczna | Partia polityczna |
| --------------------------- | ------------------------------- | ------- | -------------------- | -------------------- | ----------------- | ----------------- |
| Przewodniczący Izby Stanów  |                                 |         |                      |                      |                   |                   |
| 1                           | Reinhold Lobedanz (1880–1955)   |         | 11 października 1949 | 5 marca 1955         |                   | CDU               |
| 2                           | August Bach (1897–1966)         |         | 5 marca 1955         | 8 grudnia 1958       |                   | CDU               |
| Przewodniczący Izby Ludowej |                                 |         |                      |                      |                   |                   |
| 1                           | Johannes Dieckmann (1893–1969)  |         | 7 października 1949  | 22 lutego 1969       |                   | LDPD              |
| 2                           | Gerald Götting (1923–2015)      |         | 12 maja 1969         | 29 października 1976 |                   | CDU               |
| 3                           | Horst Sindermann (1915–1990)    |         | 29 października 1976 | 13 listopada 1989    |                   | SED               |
| 4                           | Günther Maleuda (1931–2012)     |         | 13 listopada 1989    | 5 kwietnia 1990      |                   | DBD               |
| 5                           | Sabine Bergmann-Pohl (ur. 1946) |         | 5 kwietnia 1990      | 2 października 1990  |                   | CDU               |